# Revolta de Zemla
La revolta de Zemla, també coneguda com a Intifada de Zemla, va ser la primera reacció documentada del poble saharaui contra el colonialisme espanyol. Va tenir lloc el 17 de juny de 1970. Aquest aixecament al barri de Zemla (Al-Aaiun) es va produir arran de la convocatòria del Govern espanyol per celebrar l'estatus de la colònia com a nova província espanyola, aquest mateix 17 de juny.

## Antecedents
Els manifestants que van ser dissolts i/o reprimits formaven part o havien estat prop del grup d'alliberament nacional creat per Sidi Mohammed Bassiri, Harakat Tahrir. Bassiri, va desenvolupar Harkat Tahrir fins a la creació del moviment Alliberament de Saguia el Hamra i Riu d'Or, que més tard es convertiria en l'actual Front Polisario. Bassiri, havia publicat en la seva pròpia revista Al-Shihab (La Torxa) un article que reivindicava el territori saharaui per als seus nadius, "Sàhara per als Saharauis". Aquesta publicació el va obligar a abandonar el territori del Marroc i tornar als territoris del Sàhara clandestinament, concretament a Smara, on seguiria donant suport a la seva intenció inicial d'obrir debat a un futur independent del territori al que representava.

## Els fets
La festivitat s'anava a dur a terme a la Plaça d'Àfrica a Al-Aaiun on s'esperaven actuacions, desfilades i balls indígenes. Abans que donés començament el festeig, una multitud de joves vinguts de diversos punts del territori del Sàhara van recórrer la ciutat amb pancartes que llegien "El Sàhara per als saharauis". Tots aquests manifestants es van concentrar al barri de Zemla per demanar la presència del governador al que volien lliurar-li el memoràndum.
El governador, José María Pérez de Lema y Tejero, es va desplaçar a Zemla per dedicar algunes paraules als manifestants i rebre el memoràndum. En les seves paraules va reivindicar els llaços que unien el territori del Sàhara Espanyol amb el govern colonial espanyol. Després de la seva marxa, els manifestants seguien concentrats al barri fins a l'arribada del delegat governatiu que venia acompanyat per una escorta d'aproximadament seixanta homes. Aquests es van retirar amb la reacció dels manifestants, A les 19,30 hores es va presentar en el lloc una companyia del Terç de la Legió Espanyola, sota el comandament del capità Carlos Díaz Arcocha (qui va morir en 1985, quan ocupava el càrrec de superintendent de l'Ertzaintza, a conseqüència d'un atemptat d'ETA). Els legionaris van disparar a l'aire per intimidar als manifestants i van rebre una pluja de pedres. La companyia va obrir foc i en sòl van quedar 4 morts (20 segons altres versions) i més de 20 ferits causant la matança de Zemla.
L'inspirador d'aquest aixecament, Mohamed Sidi Brahim Basir, va desaparèixer després de ser empresonat. Segons la versió policial, després de tres hores de detenció va ser portat a la frontera i expulsat al Marroc. Altres afirmen que, després de torturar-lo, a l'alba va ser conduït a un camp de dunes proper a Al-Aaiun i afusellat. Avui dia se segueix recordant la data de la seva mort, com a màrtir nacional i creador del moviment per un alliberament nacional.